# 2013 års Cecilia-psalmbok
Cecilia kallas den gudstjänstbok som används i Stockholms katolska stift. Den fjärde upplagan, Cecilia – Katolsk gudstjänstbok, utkom i januari 2013 och togs i bruk den 2 februari samma år. Denna upplaga innehåller även den svenska versionen av den romerska mässan som kom att gälla från samma dag. Av de 325 ekumeniska psalmer och hymner som fanns i den tredje upplagan återfinns blott 171 i den fjärde.